# Kevin Michael Richardson
Kevin Michael Richardson (New York, 25 ottobre 1964) è un attore e doppiatore statunitense.

## Biografia
Ha prestato la sua voce in lavori come Lilo & Stitch, Mortal Kombat, Baldur's Gate, Star Wars: Knights of the Old Republic, Star Wars: The Clone Wars, The Batman, Halo 2, Queer Duck, Due fantagenitori,  The Legend of Spyro: A New Beginning, The Legend of Spyro: The Eternal Night,  The Legend of Spyro: L'alba del drago e Crash Nitro Kart.

## Vita privata
È sposato con Monica J. Macho dal 2006 e ha due figli, Anthony e Michael.

## Filmografia parziale

### Attore

#### Cinema
- Fatal Instinct - Prossima apertura (Fatal Instinct), regia di Carl Reiner (1993)
- Mortal Kombat – regia di Paul W. S. Anderson (1995) – Goro
- A Boy Called Hate, regia di Mitch Marcus (1995)
- Stuart salva la famiglia (Stuart Saves His Family), regia di Harold Ramis (1995)
- Spia e lascia spiare (Spy Hard), regia di Rick Friedberg (1996)
- Bound - Torbido inganno (Bound), regia di Lana e Lilly Wachowski (1996)
- Baseketball (BASEketball), regia di David Zucker (1998)

#### Televisione
- Morire d'amore (Something to Live for: The Alison Gertz Story), regia di Tom McLoughlin – film TV (1992)
- The Human Factor – serie TV, 2 episodi (1992)
- Ma che ti passa per la testa? (Herman's Head) – serie TV, episodio 2x02 (1992)
- Dream On – serie TV, episodio 4x02 (1993)
- Black Tie Affair – serie TV, episodio 1x04 (1993)
- Bob – serie TV, 2 episodi (1993)
- Passato remoto (Past Tense), regia di Graeme Clifford – film TV (1994)
- Innamorati pazzi (Mad About You) – serie TV, episodio 3x06 (1994)
- E.R. - Medici in prima linea (ER) – serie TV, 3 episodi (1994)
- The Boys Are Back – serie TV, episodio 1x14 (1995)
- Weird Science – serie TV, 3 episodi (1995-1996)
- The John Larroquette Show – serie TV, episodio 3x11 (1996)
- Working – serie TV, episodio 2x09 (1998)
- Un angelo poco... custode (Teen Angel) – serie TV, 2 episodi (1997-1998)
- How I Met Your Mother – serie TV, episodio 4x21 (2009)

### Doppiatore

#### Cinema
- Porco Rosso (Kurenai no buta), regia di Hayao Miyazaki (versione inglese)
- Pom Poko (Heisei tanuki gassen Ponpoko), regia di Isao Takahata (versione inglese)
- Le nuove avventure di Charlie (All Dogs Go to Heaven 2), regia di Larry Leker e Paul Sabella (1996)
- Il segreto di NIMH 2 - Timmy alla riscossa (The Secret of NIMH 2: Timmy to the Rescue), regia di Dick Sebast (1998)
- Buzz Lightyear da Comando Stellare - Si parte! (2000)
- Lilo & Stitch, regia di Dean DeBlois e Chris Sanders (2002) – Gantu
- The Country Bears - I favolorsi (The Country Bears) regia di Peter Hastings (2002)
- Provaci ancora Stitch! (Stitch! The Movie), regia di Tony Craig e Roberts Gannaway (2003) – Gantu
- Mulan II, regia di Darrell Rooney e Lynne Southerland (2004)
- Uno zoo in fuga (The Wild), regia di Steve "Spaz" Williams (2006)
- Star Wars: The Clone Wars, regia di Dave Filoni (2008) – Jabba the Hutt
- Planes 2 - Missione antincendio (2014)
- Super Mario Bros. - Il film (The Super Mario Bros. Movie), regia di Aaron Horvath e Michael Jelenic (2023) – Kamek

#### Televisione
- Skeleton Warriors – serie animata, 11 episodi (1994-1995)
- La Pantera Rosa (The Pink Panther) - serie animata, 19 episodi (1994-1996)
- Earthworm Jim – serie animata, episodio 1x13 (1995)
- What-a-Mess – serie animata, 3 episodi (1995)
- The Mask – serie animata, 17 episodi (1995-1997)
- Hey, Arnold! (Hey Arnold!) – serie animata, episodio 1x13 (1996)
- Project G.e.e.K.e.R. – serie animata, 3 episodi (1996)
- Mortal Kombat: Defenders of the Realm – serie animata, 2 episodi (1996)
- Bruno the Kid – serie animata, episodio 1x12 (1996)
- Una tigre bianca per Siegfried e Roy (The Legend of Sarmoti: Siegfried & Roy) – serie animata (1996)
- Superman (Superman: The Animated Series) – serie animata, 2 episodi (1996-1997)
- Le avventure di Jonny Quest (The Real Adventures of Jonny Quest) – serie animata, 2 episodi (1996-1997)
- Road Rovers – serie animata, 13 episodi (196-1997)
- Mignolo e Prof (Pinky and the Brain) – serie TV, 2 episodi (1996-1997)
- Anche i cani vanno in paradiso (All Dogs Go to Heaven: The Series) – serie animata, 2 episodi (1996-1997)
- Adventures from the Book of Virtues – serie animata, 27 episodi (1996-1998)
- L'incredibile Hulk (The Incredible Hulk) – serie animata, episodio 2x03 (1997)
- Aaahh!!! Real Monsters – serie animata, 2 episodi (1997)
- Men in Black – serie animata, episodio 1x03 (1997)
- Il laboratorio di Dexter (Dexter's Laboratory) – serie animata, 2 episodi (1997)
- Spawn – serie animata, 5 episodi (1997-1999)
- Animaniacs – serie animata, episodio 5x08 (1998)
- Io sono Donato Fidato (I am Weasel) – serie animata, episodio 3x10 (1998)
- Batman - Cavaliere della notte (The New Batman Adventures) – serie animata, episodio 2x06 (1998)
- Mucca e Pollo (Cow and Chicken) – serie animata, 2 episodi (1998)
- Hercules – serie animata, 11 episodi (1998)
- I misteri di Silvestro e Titti (The Sylvester & Tweety Mysteries) – serie animata, episodio 4x08 (1999)
- Picchiarello – serie animata, 1 episodio (1999)
- Timon e Pumbaa – serie animata, 2 episodi (1999)
- Buzz Lightyear da Comando Stellare (Buzz Lightyear of Star Command) – serie animata, 14 episodi (2000)
- House of Mouse - Il Topoclub (House of Mouse) – serie animata, 3 episodi (2002)
- Kim Possible – serie animata, 7 episodi, (2002-2007)
- The Batman – serie animata, 20 episodi (2004-2008)
- Afro Samurai: Resurrection, regia di Fuminori Kizaki – film TV (2009)
- Agente Speciale Oso (Special Agent Oso) – serie animata, 1 episodio (2010)
- Star Wars: The Clone Wars – serie animata, 6 episodi (2010-2013)
- The Cleveland Show – serie animata, 88 episodi (2009-2013) – Cleveland Brown Jr.
- Mostri contro alieni (Monsters vs. Aliens) – serie animata, 25 episodi (2013-2014)
- I pinguini di Madagascar (The Penguins of Madagascar) – serie animata, 80 episodi (2008-2015)
- I Griffin (Family Guy) – serie animata, 34 episodi (1999-in corso)
- Gravity Falls – serie animata, 42 episodi (2012-2016)
- I Simpson (The Simpson) – serie animata, 23 episodi (2009-in corso)
- Teenage Mutant Ninja Turtles - Tartarughe Ninja (Teenage Mutant Ninja Turtles) – serie animata, 53 episodi (2012-2017) – Shredder
- La leggenda dei Tre Caballeros (Legend of the Three Caballeros) – serie animata, 13 episodi (2018) – Lord Felldrake
- Love, Death & Robots – serie animata, episodio 1x14 (2019-in corso)
- Teen Titans Go! Vs. Teen Titans – film d'animazione (2019) Trigon
- Star Trek: Lower Decks – serie animata, episodio 1x03 (2020)
- Invincible – serie animata, 8 episodi (2021)
- Ariel (2024)

#### Videogiochi
- Normally – videogioco (1995)
- Baldur's Gate – videogioco (1998)
- King's Quest: Mask of Eternity – videogioco (1998)
- T'ai Fu: Wrath of the Tiger – videogioco (1999)
- Star Wars: Episodio I - La minaccia fantasma (Star Wars: Episode I - The Phantom Menace) – videogioco (1999)
- Star Trek: Deep Space Nine: The Fallen – videogioco (2000) – Benjamin Sisko
- Baldur's Gate 2: Shadows of Amn (Throne of Bhaal) – Espansione del videogioco Baldur's Gate 2 (2001)
- La mummia - Il ritorno – videogioco (2001) – Imhotep
- Star Wars: Jedi Starfighter – videogioco (2002) – Mace Windu
- Kingdom Hearts – videogioco (2002) – Sebastian
- Soul Calibur II – videogioco (2002) – Heihachi, Spawn
- Superman: Shadow of Apokolips – videogioco (2002) – Darkseid
- Ratchet & Clank – videogioco (2002)
- Halo 2 – videogioco (2004)
- The Legend of Spyro: A New Beginning – videogioco (2006)
- The Legend of Spyro: The Eternal Night – videogioco (2007)
- The Legend of Spyro: L'alba del drago (The Legend of Spyro: L'alba del drago) – videogioco (2008)
- Batman: The Brave and the Bold – The Videogame – videogioco (2010) – Black Manta
- Skylanders: Spyro's Adventure – videogioco (2011)
- Skylanders: Giants – videogioco (2012)
- Young Justice: Legacy – videogioco (2013) – John Stewart

## Doppiatori italiani
Nelle versioni in italiano delle opere in cui ha recitato, Sam Lerner è stato doppiato da:
- Stefano Albertini in How I Met Your Mother

Da doppiatore è stato sostituito da:
- Massimo Corvo in Una banda allo sbando, F is for Family, Guardiani della Galassia, LEGO Marvel Super Heroes: Guardiani della Galassia - La minaccia di Thanos
- Massimo Bitossi in Batman e Harley Quinn, La legge di Milo Murphy, Le epiche avventure di Capitan Mutanda
- Glauco Onorato in Lilo & Stitch, Provaci ancora Stitch!
- Francesco De Francesco in Strange Magic, Trolls - La festa continua! (Minuta)
- Roberto Draghetti in I pinguini di Madagascar, La sirenetta - Quando tutto ebbe inizio, La leggenda dei Tre Caballeros
- Dario Oppido in Uncle Grandpa, Picchiarello al campo estivo
- Gaetano Lizzio in Buzz Lightyear da Comando Stellare - Si parte!
- Eugenio Marinelli in Uno zoo in fuga
- Bruno Alessandro in The Country Bears - I favolorsi
- Pietro Biondi in House of Mouse - Il Topoclub
- Riccardo Peroni in The Batman
- Mario Brusa in Gravity Falls
- Domenico Strati in Teen Titans
- Pierluigi Astore in Teen Titans Go!
- Riccardo Rovatti in Ratchet & Clank
- Andrea Lavagnino ne I Simpson
- Riccardo Scarafoni ne I Simpson, Guardiani della Galassia
- Davide Perino ne I Griffin
- Alessandro Rossi ne I Griffin
- Gianluca Solombrino in American Dad
- Claudio Fattoretto in Il segreto di NIMH 2 - Timmy alla riscossa
- Luca Ward in Teenage Mutant Ninja Turtles - Tartarughe Ninja
- Gabriele Lopez in Kung Fu Panda - Mitiche avventure
- Manfredi Aliquò in La legge di Milo Murphy
- Andrea Lopez in Super Hero Squad Show
- Paolo Marchese in The Lion Guard
- Carlo Scipioni in Big Hero 6 - La serie
- Alberto Bognanni in I Flintstones e WWE - Botte da orbi!
- Luigi Ferraro in Puppy Dog Pals
- Simone Beschi in Niko e la spada di luce
- Mario Bombardieri in Trolls - La festa continua! (Groth)
- Franco Mannella in Super Mario Bros. - Il film